# Josh Archibald
Pour les articles homonymes, voir Archibald.
Joshua Archibald (né le 6 octobre 1992 à Regina dans la province de Saskatchewan au Canada) est un joueur professionnel américain et canadien de hockey sur glace. Il évolue au poste d'ailier droit.
Son père, Jim Archibald, était également joueur de hockey professionnel.

## Biographie
Né à Regina en Saskatchewan, il déménage à l'âge de 15 ans avec sa famille dans la ville de Brainerd au Minnesota. Alors qu'il évoluait à l'école Brainerd High, il est repêché par les Penguins de Pittsburgh au sixième tour, 174e rang au total, lors du repêchage d'entrée dans la LNH 2011.
Il entreprend par la suite des études à l'Université du Nebraska à Omaha et joue pour l'équipe des Mavericks. Il passe trois saisons à l'université avant de faire ses débuts professionnels vers la fin de la saison 2013-2014 dans la LAH avec les Penguins de Wilkes-Barre/Scranton, équipe affiliée à celle de Pittsburgh. Il joue son premier match dans la LNH avec Pittsburgh le 5 mars 2016 contre les Flames de Calgary.
Lors de la saison 2016-2017, année où les Penguins gagnent une deuxième Coupe Stanley de suite, il joue 10 matchs avec le grand club en plus de 4 matchs durant les séries éliminatoires, dont un en finale, ce qui lui permet d'avoir son nom gravé sur la Coupe.
Le 19 décembre 2017, il est échangé aux Coyotes de l'Arizona avec Sean Maguire et un choix de sixième tour au repêchage de 2019 contre Michael Leighton et un choix de quatrième tour en 2019.

## Statistiques

### En club
| Saison     | Équipe                            | Ligue      |     | Saison régulière | Saison régulière | Saison régulière | Saison régulière | Saison régulière |   | Séries éliminatoires | Séries éliminatoires | Séries éliminatoires | Séries éliminatoires | Séries éliminatoires |
| Saison     | Équipe                            | Ligue      | PJ  | B                | A                | Pts              | Pun              | PJ               | B | A                    | Pts                  | Pun                  |                      |                      |
| 2011-2012  | Université du Nebraska à Omaha    | WCHA       | 36  | 10               | 5                | 15               | 33               | -                | - | -                    | -                    | -                    |                      |                      |
| 2012-2013  | Université du Nebraska à Omaha    | WCHA       | 39  | 19               | 17               | 36               | 34               | -                | - | -                    | -                    | -                    |                      |                      |
| 2013-2014  | Université du Nebraska à Omaha    | NCHC       | 37  | 29               | 14               | 43               | 62               | -                | - | -                    | -                    | -                    |                      |                      |
| 2013-2014  | Penguins de Wilkes-Barre/Scranton | LAH        | 7   | 1                | 0                | 1                | 13               | 2                | 1 | 0                    | 1                    | 0                    |                      |                      |
| 2014-2015  | Penguins de Wilkes-Barre/Scranton | LAH        | 45  | 5                | 8                | 13               | 24               | 3                | 0 | 1                    | 1                    | 0                    |                      |                      |
| 2014-2015  | Nailers de Wheeling               | ECHL       | 9   | 7                | 4                | 11               | 4                | -                | - | -                    | -                    | -                    |                      |                      |
| 2015-2016  | Penguins de Wilkes-Barre/Scranton | LAH        | 69  | 9                | 9                | 18               | 75               | 10               | 1 | 0                    | 1                    | 10                   |                      |                      |
| 2015-2016  | Penguins de Pittsburgh            | LNH        | 1   | 0                | 0                | 0                | 0                | -                | - | -                    | -                    | -                    |                      |                      |
| 2016-2017  | Penguins de Wilkes-Barre/Scranton | LAH        | 61  | 16               | 13               | 29               | 54               | 5                | 2 | 0                    | 2                    | 16                   |                      |                      |
| 2016-2017  | Penguins de Pittsburgh            | LNH        | 10  | 3                | 0                | 3                | 4                | 4                | 0 | 0                    | 0                    | 2                    |                      |                      |
| 2017-2018  | Penguins de Pittsburgh            | LNH        | 3   | 0                | 0                | 0                | 0                | -                | - | -                    | -                    | -                    |                      |                      |
| 2017-2018  | Penguins de Wilkes-Barre/Scranton | LAH        | 6   | 1                | 2                | 3                | 4                | -                | - | -                    | -                    | -                    |                      |                      |
| 2017-2018  | Coyotes de l'Arizona              | LNH        | 39  | 5                | 6                | 11               | 25               | -                | - | -                    | -                    | -                    |                      |                      |
| 2018-2019  | Coyotes de l'Arizona              | LNH        | 68  | 12               | 10               | 22               | 15               | -                | - | -                    | -                    | -                    |                      |                      |
| 2019-2020  | Oilers d'Edmonton                 | LNH        | 62  | 12               | 9                | 21               | 12               | 4                | 1 | 0                    | 1                    | 4                    |                      |                      |
| 2020-2021  | Oilers d'Edmonton                 | LNH        | 52  | 7                | 6                | 13               | 37               | 3                | 0 | 0                    | 0                    | 2                    |                      |                      |
| 2021-2022  | Oilers d'Edmonton                 | LNH        | 8   | 0                | 1                | 1                | 7                | 13               | 0 | 1                    | 1                    | 4                    |                      |                      |
| 2022-2023  | Penguins de Pittsburgh            | LNH        | 62  | 6                | 6                | 12               | 43               | -                | - | -                    | -                    | -                    |                      |                      |
| Totaux LNH | Totaux LNH                        | Totaux LNH | 305 | 45               | 38               | 83               | 143              | 24               | 1 | 1                    | 2                    | 12                   |                      |                      |

### En équipe nationale
| Année | Équipe         | Compétition                 |   | PJ | B | A | Pts | Pun      |  | Résultat |
| 2012  | États-Unis U20 | Championnat du monde junior | 6 | 0  | 2 | 2 | 6   | 7e place |  |          |

## Trophées et honneurs personnels

### National Collegiate Hockey Conference(NCHC)
- 2013-2014 :
  - nommé attaquant de l'année de la NCHC
  - nommé joueur de l'année de la NCHC
  - nommé dans la première équipe d'étoiles de la NCHC

### National Collegiate Athletic Association(NCAA)
- 2013-2014 :
  - nommé dans la première équipe d'étoiles de la région Ouest de la NCAA
  - nommé parmi les finalistes du trophée Hobey-Baker (meilleur joueur de hockey de la NCAA)

### Ligue nationale de hockey(LNH)
- 2016-2017 : champion de la Coupe Stanley avec les Penguins de Pittsburgh